# Martin Švertásek
Martin Švertásek (německy Schwertassek, 13. srpna 1805, Praha – 12. srpna 1882 tamtéž Praha) byl český obchodník, pražský měšťan, majitel domů a spolu se svým bratrem Františkem (Franzem) vyhlášeného lahůdkářství Bratři Švertáskové (Brüder Schwertassek) a restaurace v domě v Martinské ulici na Starém Městě a přilehlých objektech.

## Život

### Rodina

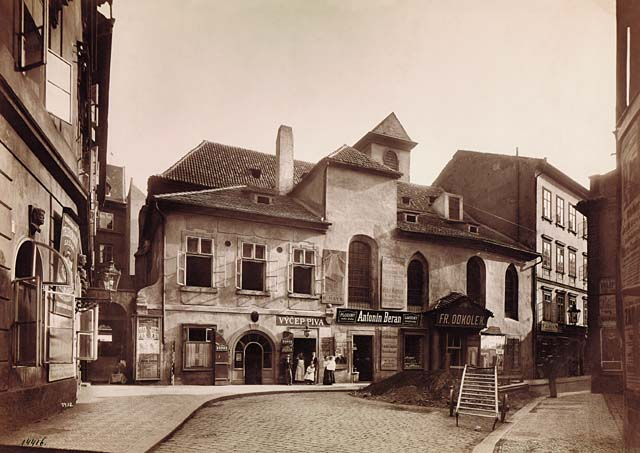
Zrušený kostel sv. Martina ve zdi, již bez lokálu U Švertásků (foto Jindřich Eckert kolem roku 1890)

V letech 1828 až 1839 vlastnil dům v uličce Boršov, č.p. 280/2.

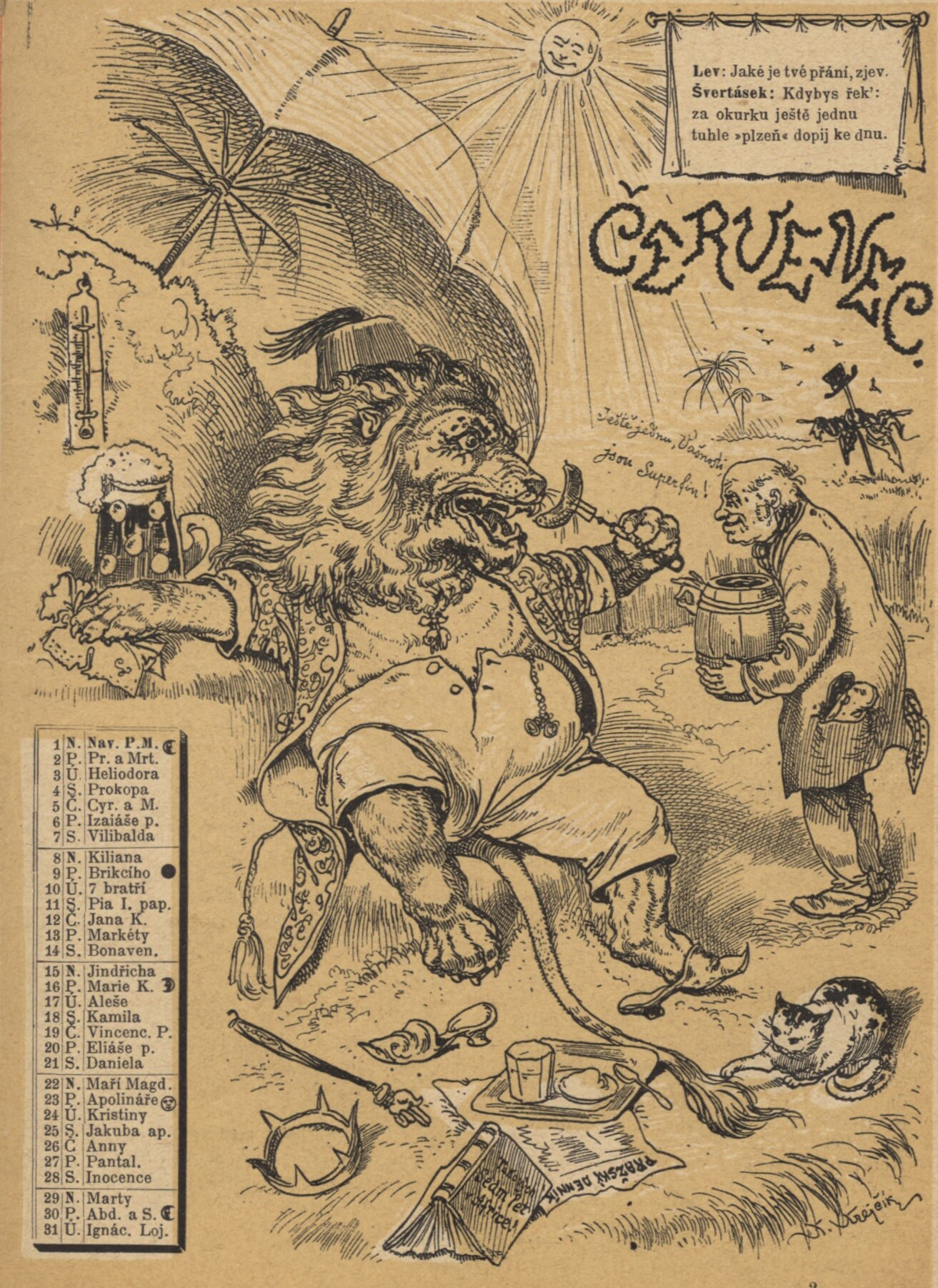
Karel Krejčík (1857-1901): Kalendář Humoristických listů 1888 (Lev a švertásek)

Narodil se v rodině účetního (Buchhalter) Františka Schwerdtaska a jeho manželky Josefy, rozené Drvatové. Martin Švertásek byl ženat, s manželkou Františkou (1809–1892) měl pět dětí. Syn Jan Švertásek (1843–1867) se stal ředitelem pivovaru, zemřel na zánět mozkových blan 1. dubna 1867 v domě v ulici Na Struze ve věku 24 let.

### Úmrtí
Martin Švertásek zemřel 12. srpna 1882 v Praze ve věku téměř 77 let a spolu s rodinou je pohřben v novogotické kaplové hrobce na Olšanských hřbitovech. Po jeho smrti převzal vedení firmy bratr Franz (1831–1884), s jeho smrtí podnik zanikl.

## Bratři Švertáskové

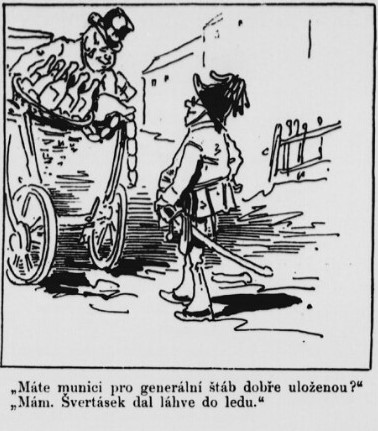
Humoristické listy 1883: Manévry pražských pánů ostrostřelců a granátníků

Od 30. let 19. století provozoval se svým bratrem Františkem lahůdkářství v prostorách odsvěceného Kostela sv. Martina ve zdi, zrušeného Josefem II. během jeho církevních reforem, a přistavěného barokního domu, kterému se díky podniku začalo říkat U Švertásků. Firma byla známá výrobou nejrůznějších druhů lahůdkářského zboží, které bylo mimo jiné distribuováno díky pouličním prodejcům vyvolávajícím nabídku svého sortimentu. Stejně tak se zde nacházel lokál s dvorkem a přilehlými salonky, kde se pořádaly i bankety a svatební hostiny majetných, především německy mluvících, Pražanů. Podnik vynikal širokým sortimentem exotického zboží, například cizokrajnými druhy ryb.
Kolem roku 1905 byl dům zbořen a kostel svatého Martina ve zdi obnoven a regotizován stavitelem Kamilem Hilbertem.

## Po smrti
Mezi pražským obyvatelstvem se i dlouho po skončení podniku bratří Švertásků nazývali hlasití pouliční prodejci drobného občerstvení jako švertásci a výraz nebylo třeba vysvětlovat ani ve 30. letech 20. století.

## Inspirace v umění
Prodejci od Švertásků se stali předlohou pro postavu preclíkáře Švertáska v operetě Podskalák od Františka Ferdinanda Šamberka z roku 1882.